# Polje pri Višnji Gori
Polje pri Višnji Gori je naselje v Občini Ivančna Gorica.